# Christian Hutter
Christian Hutter (1975) è un ex sciatore alpino austriaco.

## Biografia
Sciatore polivalente, Hutter debuttò in campo internazionale in occasione dei Mondiali juniores di Monte Campione/Colere 1993; l'anno dopo, nella rassegna iridata giovanile di Lake Placid 1994, vinse la medaglia di bronzo nello slalom speciale. Prese per l'ultima volta il via in Coppa Europa il 7 febbraio 1996 ad Altaussee in slalom speciale, senza completare la prova, e si ritirò durante la stagione 1999-2000: la sua ultima gara fu uno slalom speciale FIS disputato il 5 febbraio a Eldora. Non debuttò in Coppa del Mondo né prese parte a rassegne olimpiche o iridate.

## Palmarès

### Mondiali juniores
- 1 medaglia:
  - 1 bronzo (slalom speciale Lake Placid 1994)

### Campionati austriaci
- 1 medaglia[1]:
  - 1 argento (combinata nel 1993)